# تشارلز إل. هوغ
تشارلز إل. هوغ (بالإنجليزية: Charles L. Hogue)‏ هو عالم حشرات وعالم حيوانات أمريكي، ولد في 1935، وتوفي في 1992.